# Šilentabor
Šilentabor je naselje v Občini Pivka.